# 洞窟観音山徳公園

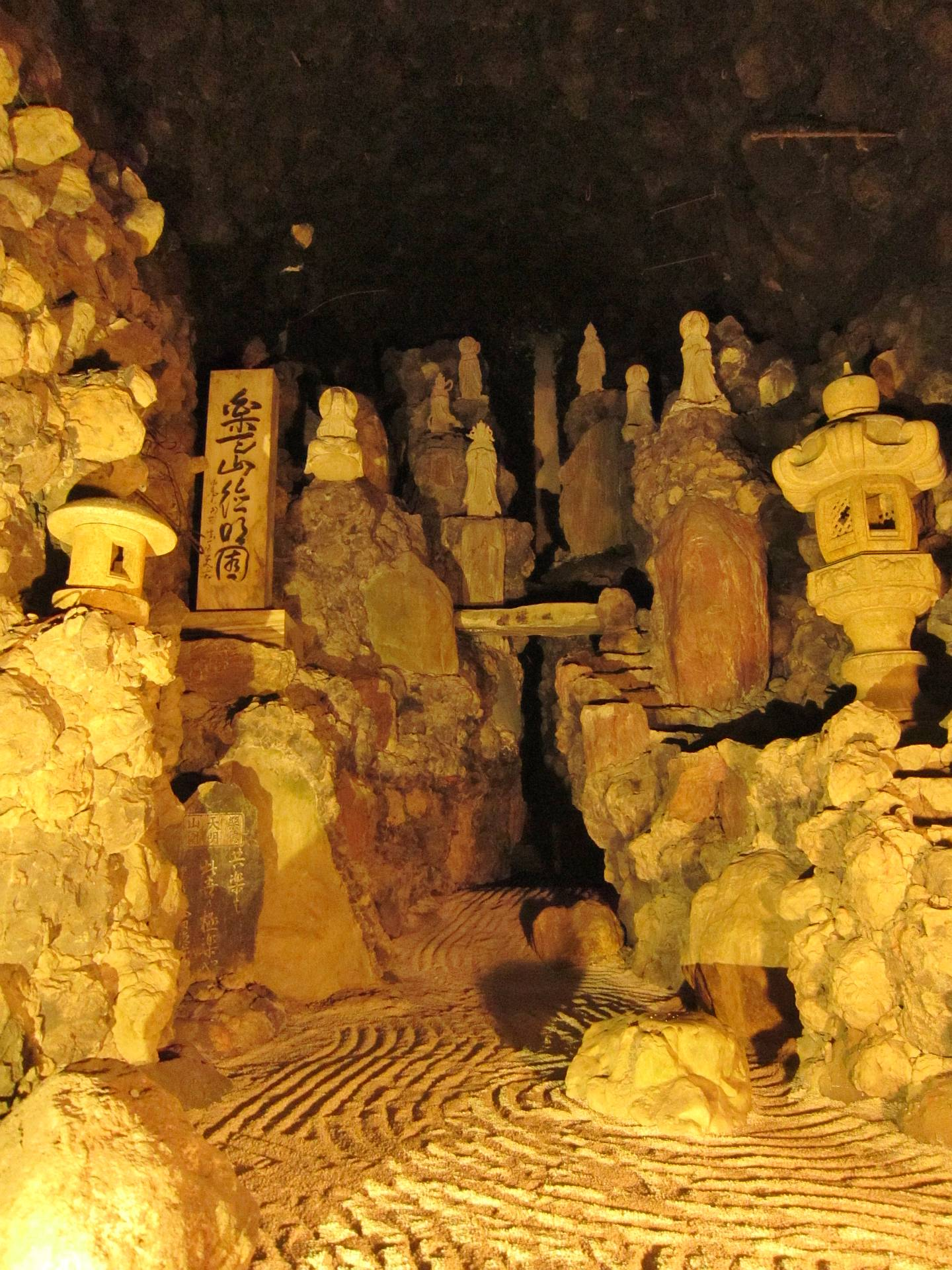
洞窟観音

洞窟観音山徳公園（どうくつかんのん やまとくこうえん）は、群馬県高崎市の一般財団法人。1963年設立。旧称は財団法人洞窟観音山徳公園維持会。
高崎中心街から烏川を渡った南西にある観音山丘陵の金沢山（住所としては石原町）で、洞窟観音、徳明園、山徳記念館を運営する。

## 洞窟観音
高崎市の呉服商だった山田徳蔵（1885年 - 1964年）が、1919年から1964年までの間、手作業により洞窟を掘削した。約400mの洞窟内に彼岸の楽土をイメージして、浅間山の噴石を含む銘石等が配置され、39体の観音像が安置されている。
鍾乳洞と勘違いする観光客もいるが人工の地下道で、山田は総延長800mまで掘り広げる考えだったと伝えられる。太平洋戦争中、山田は防空壕としての使用も想定して準備したほか、陸軍が物資貯蔵庫として借り上げた。
同じ敷地内に、徳明園、山徳記念館がある。隣接地に観音山公園がある。

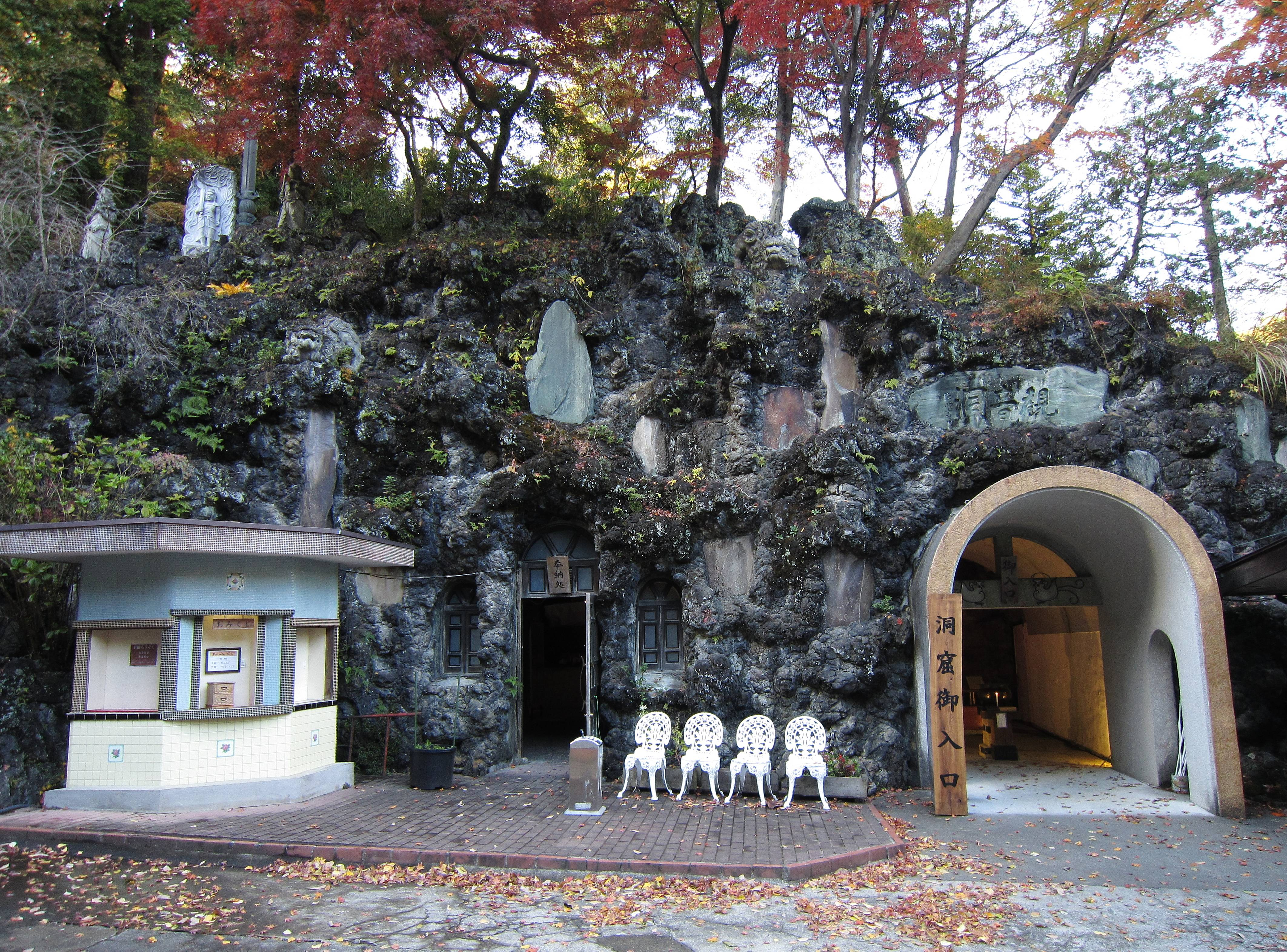
入口
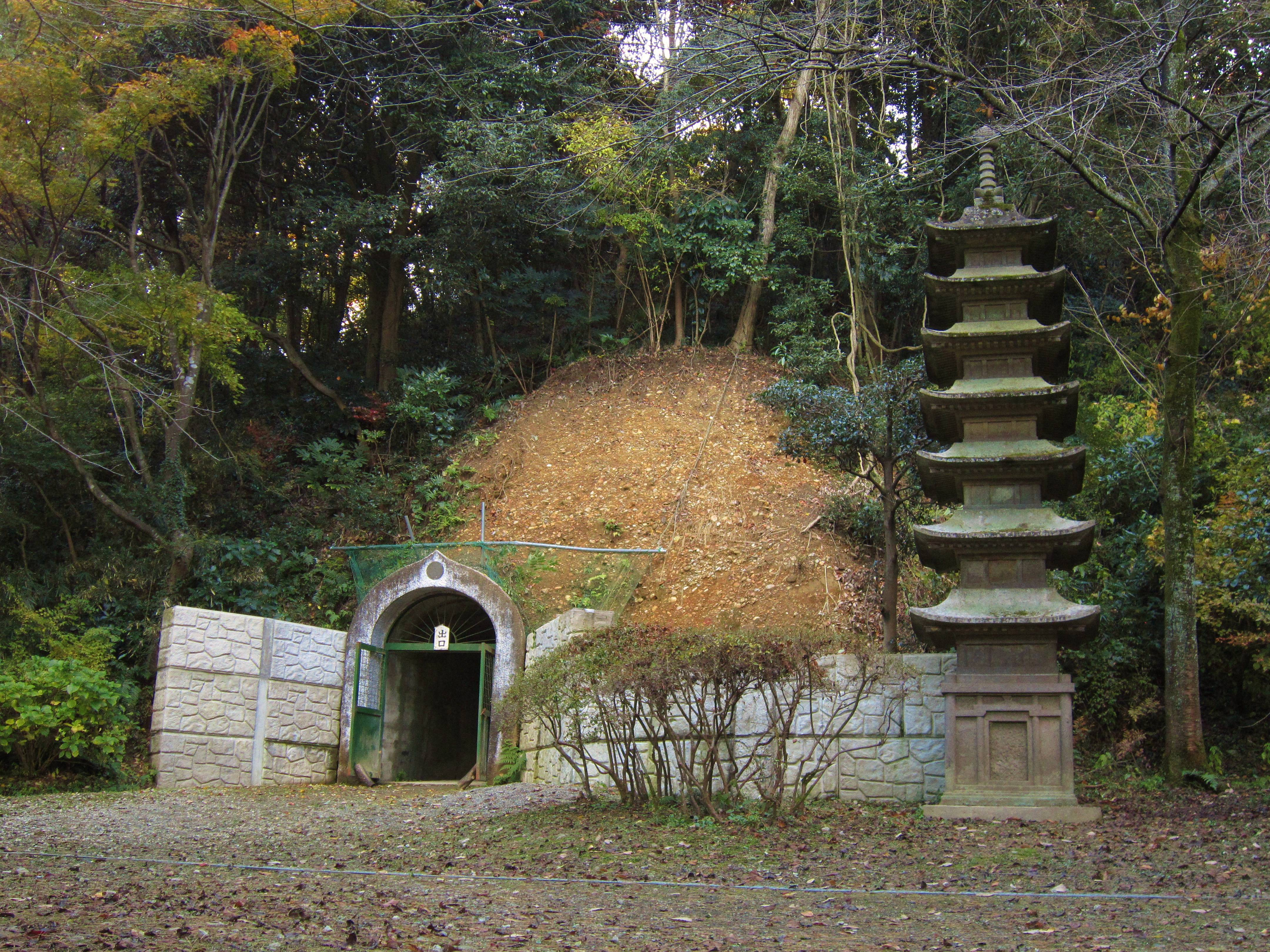
出口

## 徳明園
- 回遊式日本庭園

## 山徳記念館
- 山田徳蔵のまんがコレクション（北澤楽天作品など）を所蔵・展示する。